# 渡邊雄貴
渡邊 雄貴（わたなべ ゆうき、1993年4月9日 - ）は、岡山県岡山市出身の元プロ野球選手（外野手、内野手）。右投右打。

## 経歴

### プロ入り前
小学校2年の時に野球を始める。岡山市立福浜中学校では野球部に入部したが途中で退部し、ボーイズリーグの岡山ドラゴンズに加入し投手を務めた。
関西高等学校に進学後は、打撃に専念するため内野手に転向した。2年時春の第82回選抜高等学校野球大会では、初戦の興南高戦に三塁手として出場。チームは1-4で敗れたが、自身は相手投手の島袋洋奨から3安打を記録した。夏は、岡山県予選3回戦で敗退。大会後、チームの主将となった。
3年時は春夏連続で甲子園出場。春の第83回選抜高等学校野球大会では、初戦で同大会の優勝校である東海大相模高に1-9で敗退。夏の岡山県予選決勝の金光学園高戦では、勝負を避けられ大会記録の6連続四死球を与えられたが、チームメイトの活躍で延長戦を制する。第93回全国高等学校野球選手権大会では、初戦の九州国際大付高戦で三好匠から、準決勝の日大三高戦で吉永健太朗から本塁打を放つなど出場全試合で安打を記録し、チームのベスト4進出に貢献した。
2011年10月27日、プロ野球ドラフト会議で横浜ベイスターズから3位指名を受け、契約金4000万円、年俸540万円（金額は推定）で入団した。背番号は44。

### プロ入り後
2012年、春期キャンプで送球イップスに陥り、以後3年間ほど苦しむ。10月のみやざきフェニックス・リーグ2012（宮崎県内にて開催）への参加期間中に、未成年喫煙を行い、球団より横浜まで帰ることを命じられた。
2015年、二軍監督の山下大輔の進言で外野手に転向すると、これまで苦しんだイップスを克服。二軍で打率.208ではあったが、盗塁は失敗なしの9個を記録。また、シーズン後のフェニックスリーグでは3割以上打ってアピールした。
2016年、春期キャンプから一軍に帯同し、オープン戦にも出場したが、開幕二軍スタートとなり、初の一軍出場は叶わなかった。二軍の最終戦では最後の打席で本塁打を放ち、サイレントトリートメントで祝福された。10月2日に球団から戦力外通告を受けた。11月5日、自身のFacebook上で現役引退を発表。12月2日、自由契約公示された。

### 現役引退後
2018年1月13日に開店したパーソナルトレーニングジム「X BODY Lab」の赤坂店の店長に就任。同年9月にはトークライブが行われた。
2019年秋からは横浜市内でスポーツバー「BAR Forty Four」（バーフォーティフォー）を経営している。

## 選手としての特徴・人物
高校通算24本塁打の強打に加え、50m走6秒3、遠投115メートルと身体能力が高い。
愛称は「ナベ」、「なべゆ」。
現役時代はチーム屈指の練習量で昼夜問わず励んでいた。選手寮に隣接する室内練習場で深夜まで練習し、音がうるさいため、先輩から怒られることもあったという。
2013年から二軍内野守備走塁コーチを務めた万永貴司と師弟関係であり、毎日のように早出で付きっきりの指導を受けていた。渡邊がイップスに陥っていた時期に試合に出たくないと言っても、万永は「大丈夫だ。ミスしても起用したこっちの責任だから、思い切りやってこい」と勇気づけた。2015年に外野手に転向した際は「ここまで練習を付き合って頂いて、本当にすみません。また明日から頑張ります」と頭を下げると、万永から「お前がその気持ちなら、俺もすっきりした。俺の力で気持ちよく投げさせることができず、申し訳なかった」と言葉を掛けられている。渡邊が引退後の2019年、二軍監督に就任した万永が練習に身の入らない若手選手に対し、「自分が昔見ていた渡邊雄貴という選手は、ものすごい練習していたぞ。あれだけ練習をしても一回も一軍に上がれなかった選手がいる。お前らはどれだけ練習しているんだ。コーチをもっと利用しろ」と伝えている。
プロ入り後、送球イップスに陥った直後は「恥ずかしさから野球が嫌いになり、試合にも出場したくなかった」と引退後に語っている。
現役時代に自主トレを共にした先輩の梶谷隆幸とは親交深い。渡邊が現役を引退し、退寮した日は二人で食事に行き、梶谷から「お前が誰よりも練習しているのはみんな知ってる。本当によく頑張った」と号泣しながら労いの言葉を掛けられたという。

## 詳細情報

### 年度別打撃成績
- 一軍公式戦出場なし

### 背番号
- 44 （2012年 - 2016年）